# Tabella dei giochi proibiti nei locali pubblici italiani
La tabella dei giochi proibiti nei locali pubblici italiani è un elenco dei giochi d'azzardo che secondo la legge italiana, ai sensi dell'articolo 110 del TULPS (Testo Unico delle Leggi di Pubblica Sicurezza) non possono essere giocati nei luoghi pubblici. Deve essere obbligatoriamente esposta nei locali pubblici e nei circoli privati.
2. Nella tabella di cui al comma 1 è fatta espressa menzione del divieto delle scommesse.
.»
(articolo 110, comma 1 e 2 del TULPS)
Nel 2024, l'Agenzia delle dogane e dei monopoli (ADM) ha intensificato il controllo e l'ottimizzazione delle risorse per combattere il gioco d'azzardo illegale.
Tale elenco viene compilato ed aggiornato dalle questure italiane, in funzione degli usi e costumi locali e secondo le differenti denominazioni con le quali vengono denominati i singoli giochi d'azzardo nelle varie regioni e province.
La tabella comprende giochi di carte, biliardo, elettronici e di altro tipo.

## Principali giochi di carte vietati
- Asso
- Baccarat
- Banco
- Bazzica
- Berlina
- Bridge
- Bel tre
- Bestia
- Biribisso
- Bulina
- Burraco
- Burro
- Camuffe
- Cane verde
- Caratella
- Chemin de fer
- Cinquantotto
- Cocco
- Conchino
- Concencina
- Cucù
- Del punto quaranta
- Diavolo
- Dieci
- Dodici punti
- Domino
- Ecarté
- Fallito
- Fante di picche
- Faraone
- Flussata
- Football
- Gioco del nove
- Goffetto
- Goffo
- Lanzichenecco
- Lasqueneet
- Macao
- Manca
- Maus
- Marinaio
- Mazzetto
- Mercante in fiera
- Mignon
- Mille
- Naso
- Pariglia
- Passa
- Piattello
- Pidocchietto
- Poker
- Pozzetto
- Primiera
- Punto
- Scala quaranta
- Quindici
- Ramino
- Ruletta
- Sbarazzino
- Sette e mezzo
- Spilli
- Stoppa
- Tayè
- Trenta
- Trentacinque
- Trentaquaranta
- Trentasei
- Trentuno
- Turchinetto
- Undici e mezzo
- Ventuno
- Zecchinetta

## Principali giochi di biliardo o biliardino vietati
- All'angolo delle buche
- Battifondo o banco
- Baccarat con birilli
- Bacchetta
- Bazzica
- Biliardino francese
- Biliardino inglese
- Biliardino russo
- Biliardino turco
- Bill bell
- Bismarck
- Briglia
- Buchette
- Campanello
- Caratella
- E pass de mamaloch
- Giardinetto
- Gioco del nove
- Gioco del tre
- Lumaca
- Macao con birilli
- Nove
- Parigina
- Pariglia
- Ponte
- Pulla
- Rosso e bianco
- Rosso e nero
- Turco inglese

## Principali altri giochi vietati
- Bella
- Bella bianca
- Bella birinca
- Bianca
- Cavallini
- Carosello
- Dadi
- Dei tre dadi scantonati
- Del dado con sedici poste
- Fiera
- Lotteria
- Morra
- Passatella
- Riffa
- Roulette
- Scassaquindici
- Sibillino
- Testa o croce
- Tocca
- Tombola
- Tornello
- Tre carte
- Virotto